# Pensiero stupendo - Le canzoni di Ivano Fossati interpretate dai più grandi artisti italiani
Pensiero stupendo - Le canzoni di Ivano Fossati interpretate dai più grandi artisti italiani è una raccolta composta da due cd per un totale di 26 canzoni scritte o co-scritte da Ivano Fossati interpretate da 22 artisti italiani. Il disco è stato pubblicato il 20 marzo 2012 per la EMI/Capitol Records, all'indomani dell'ultimo concerto tenuto a Milano da Fossati, a conclusione della sua carriera quarantennale.
Gli artisti che hanno preso parte al disco sono: Mia Martini, Loredana Bertè, Fiorella Mannoia, Stadio, Noemi, Paola Turci, Laura Pausini, Matia Bazar, Gianni Morandi, Anna Oxa, Patty Pravo, Mina, Ornella Vanoni, Enrico Ruggeri, Bruno Lauzi, Fabrizio De André, New Trolls, Tosca, Alice, Zucchero Fornaciari, Tiziano Ferro e Serena Abrami. Inoltre su iTunes è disponibile anche un digital booklet.

## Tracce

### CD 1
1. Patty Pravo - Pensiero stupendo - 4:17
2. Anna Oxa - Un'emozione da poco - 4:11
3. Mina - Non può morire un'idea - 4:35
4. Mia Martini - Vola - 4:18
5. Loredana Bertè - Dedicato - 3:22
6. Loredana Bertè - Non sono una signora - 3:27
7. Mia Martini - E non finisce mica il cielo - 4:05
8. Gianni Morandi - Facile così - 3:41
9. Ornella Vanoni - Carmen - 5:01
10. Enrico Ruggeri - Panama - 4:55
11. Stadio - Ci sarà - 4:32
12. Bruno Lauzi - Naviganti - 2:47
13. Fiorella Mannoia - I treni a vapore - 5:29

### CD 2
1. Fabrizio De André - Ho visto Nina volare - 3:58
2. New Trolls - La musica che gira intorno - 4:02
3. Tosca - Sono tre mesi che non piove - 3:25
4. Alice - La bellezza stravagante - 4:00
5. Ornella Vanoni - Buontempo - 3:56
6. Zucchero Fornaciari - È delicato - 3:35
7. Laura Pausini - La mia banda suona il rock - 3:46
8. Matia Bazar - Jesahel - 3:35
9. Tiziano Ferro - Indietro - 3:42
10. Noemi - La costruzione di un amore - 5:12
11. Anna Oxa - Tutto l'amore intorno - 3:50
12. Serena Abrami - Tutto da rifare - 3:35
13. Fiorella Mannoia e Paola Turci - Lunaspina - 3:40